# Uśmiech Ady
Uśmiech Ady, także Pierwszy Uśmiech lub Adin Usmev (słow. Adin úsmev) – lodospad na skalnej ścianie Czerwonej Skałki w Dolinie Białej Wody w Tatrach Słowackich. Jest popularnym obiektem wspinaczki lodowej.
Dojście do lodospadu Uśmiech Ady od parkingu przy wylocie Doliny Białej Wody trwa kilkanaście minut. Lodospad znajduje się po lewej stronie w kierunku marszu, w niewielkiej odległości od lodospadu Lodospad Mrozków (Mrozekov ľad) (na mapce jest to pierwszy lodospad w Dolinie Białej Wody). W zależności od warunków pogodowych ma długość około 50–85 metrów. Jego nachylenie wynosi 70–80°, w niektórych miejscach trafiają się krótkie, pionowe odcinki. Do przejścia lodospadu wystarczą dwa wyciągi, potrzebna jest połówkowa lina 50 m i komplet śrub lodowych. Trudność przejścia wyceniono na WI3/II–. Pierwszy wyciąg jest łatwiejszy, stanowiska asekuracyjne można założyć za pomocą haków i spitów, drugi wyciąg to czysty lód. W wielu miejscach lód jest bardzo cienki. Zaletą lodospadów na Czerwonej Skałce jest fakt, że w zasadzie nie występuje tutaj zagrożenie lawinowe.
Pierwsze przejście lodospadu: V. Bricha, J. Ragasbr, L. Lapúnik, B. Čiernik 15 maja 1982 roku.

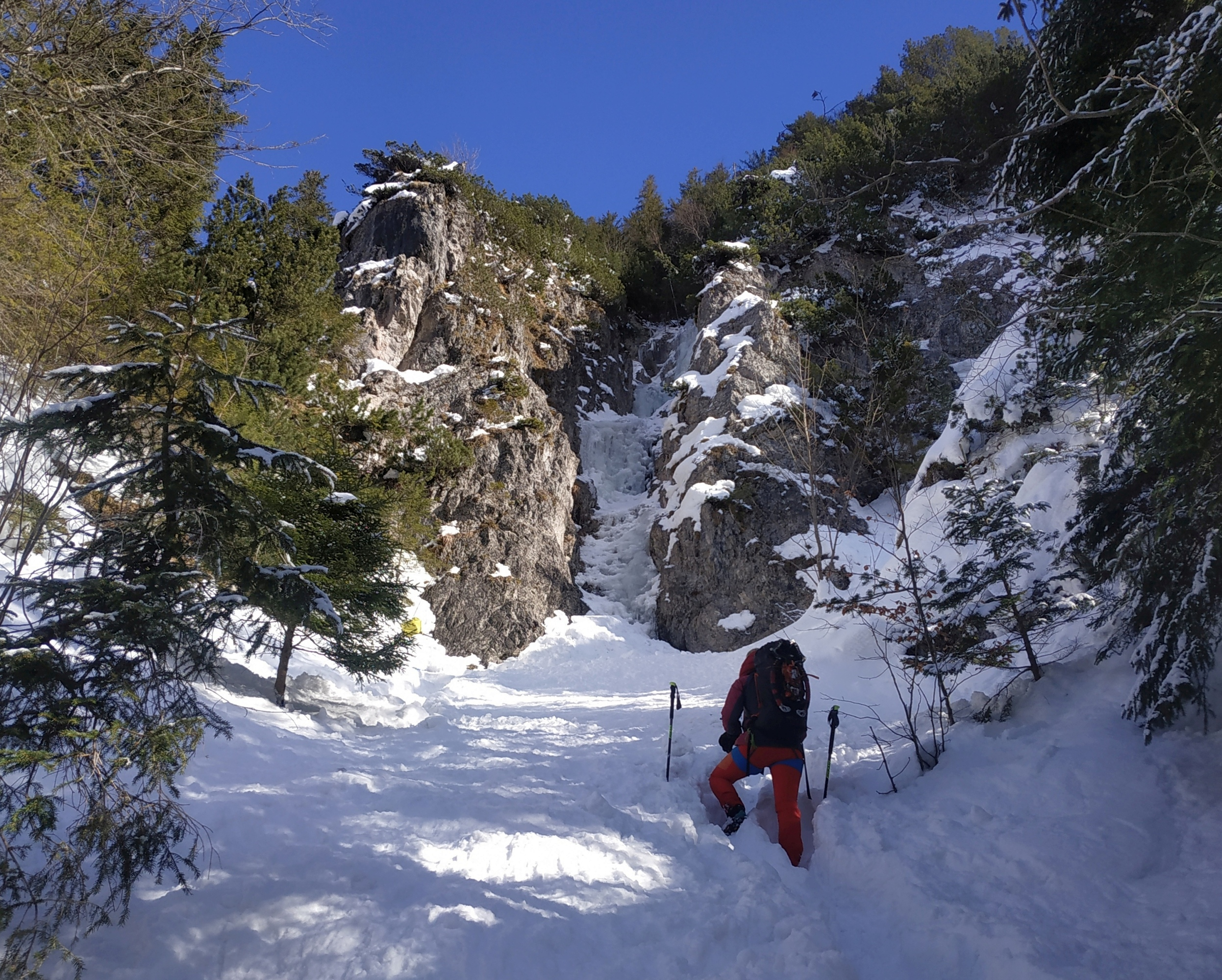
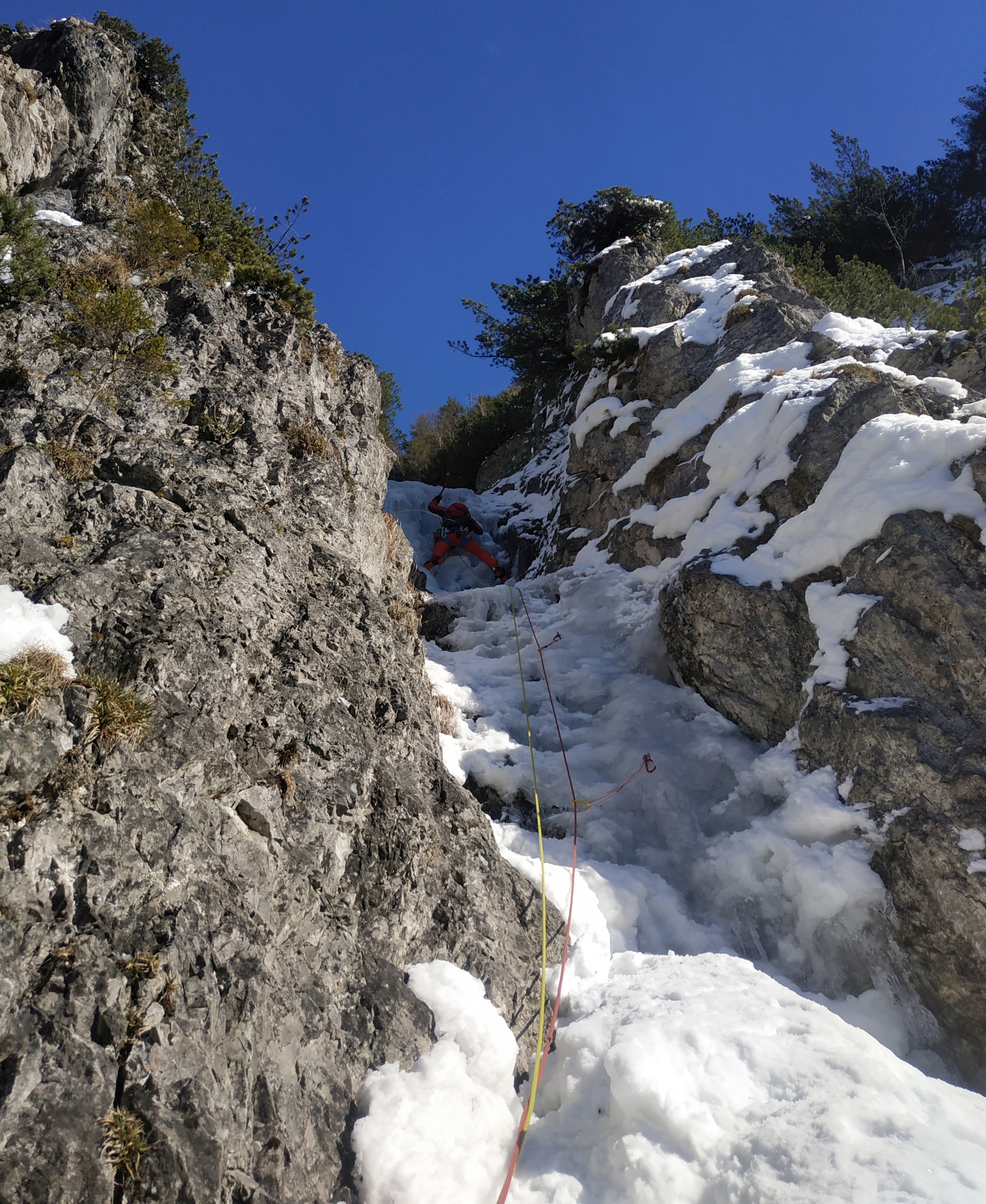
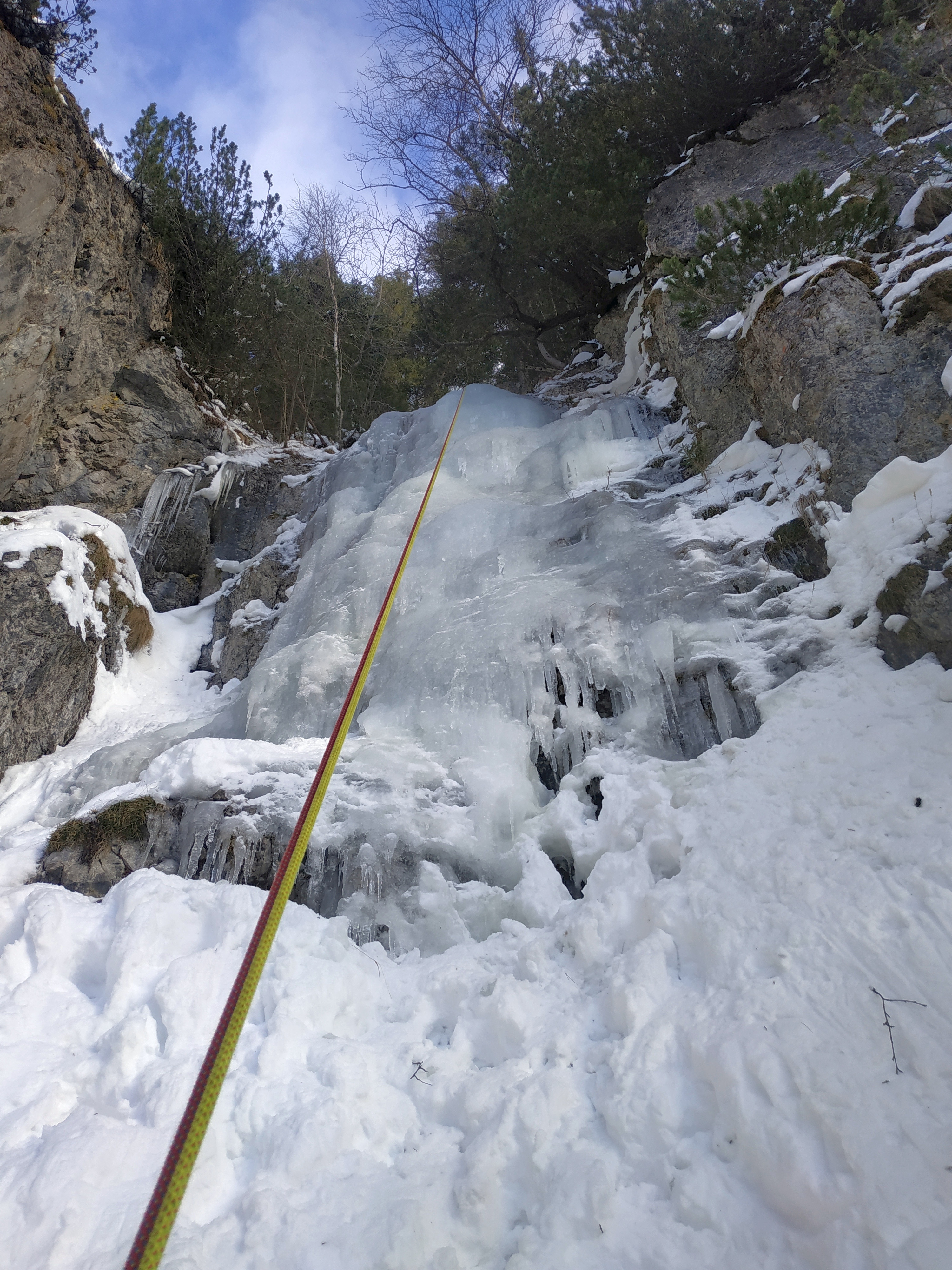
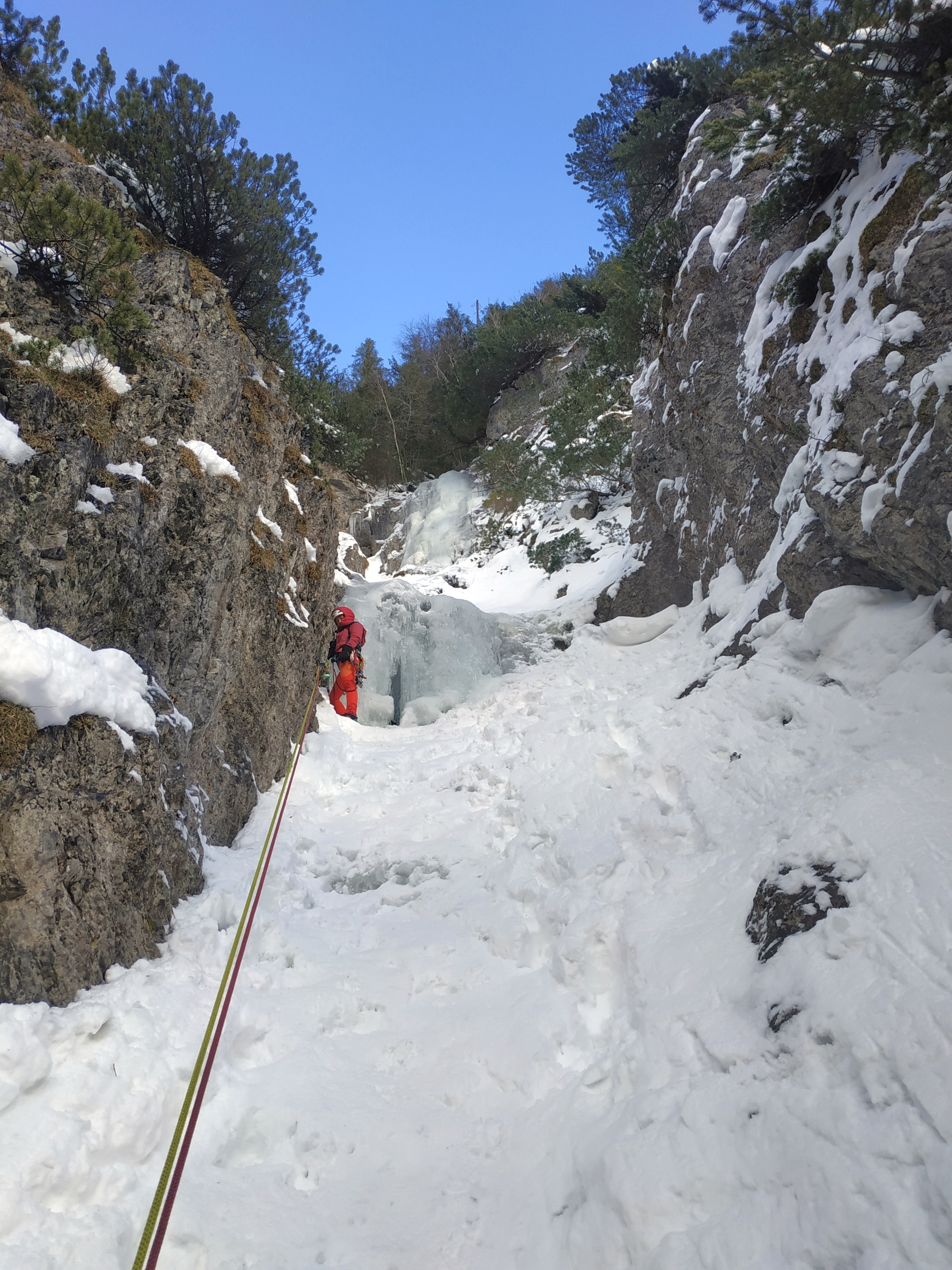
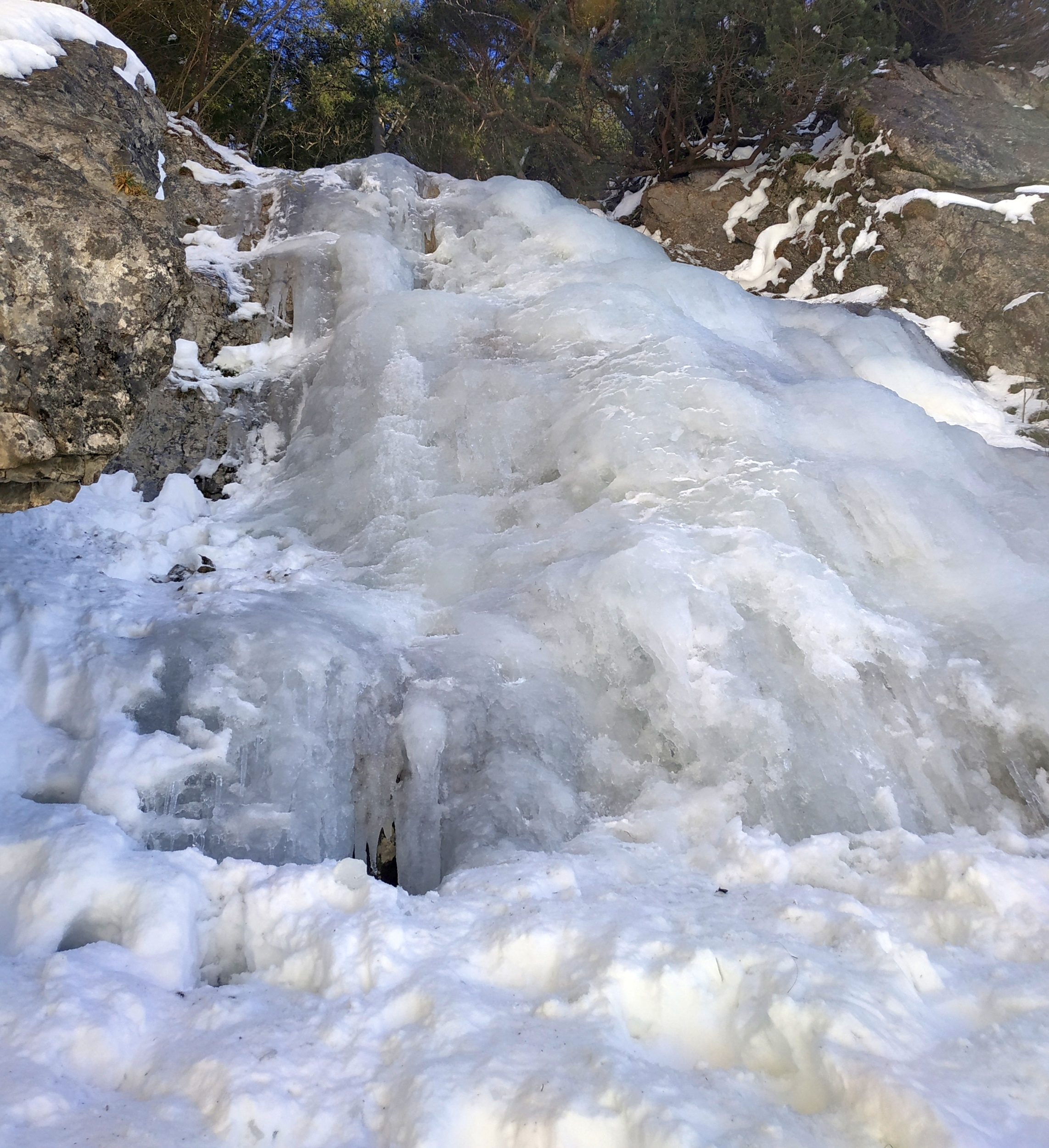